# Patrullero clase Swift 110
Los clase Swift 110, son patrulleros de costa construidos en los Estados Unidos por el astillero Swiftships Inc. Berwick.
La Armada de Colombia los emplea para patrullar el Mar Territorial de la República y su Zona Económica Exclusiva. También es usado en la lucha contra el narcotráfico.
En 1989 el gobierno de Colombia mostró interés en adquirir 2 patrulleros de costa y abrió licitaciones. Estaba interesado en los patrulleros Clase Serviola, construidos por la empresa Navantia, pero razones de orden político arruinaron la negociación. 
El astillero Swift.inc presentó el swift de 105 y de 110, el gobierno finalmente compró 4 unidades y las destinó al pacífico colombiano.

## Unidades Swift 110
PM-103 José María Palas.
PM-104 Medardo Monzón Cornoado.